# Пфеттеруз
Пфеттеру́з (фр. Pfetterhouse) — коммуна на северо-востоке Франции в регионе Гранд-Эст (бывший Эльзас — Шампань — Арденны — Лотарингия), департамент Верхний Рейн, округ Альткирш, кантон Мазво. До марта 2015 года коммуна административно входила в состав упразднённого кантона Ирсенг (округ Альткирш).
Площадь коммуны — 14,28 км², население — 1027 человек (2006) с тенденцией к росту: 1029 человек (2012), плотность населения — 72,1 чел/км².

## Население
Численность населения коммуны в 2011 году составляла 1042 человека, а в 2012 году — 1029 человек.
| 1962 | 1968 | 1975 | 1982 | 1990 | 1999 | 2006 | 2008 | 2011 | 2012 |
| ---- | ---- | ---- | ---- | ---- | ---- | ---- | ---- | ---- | ---- |
| 829  | 809  | 906  | 924  | 971  | 972  | 1027 | 1043 | 1042 | 1029 |

Динамика населения:

## Экономика
В 2010 году из 679 человек трудоспособного возраста (от 15 до 64 лет) 525 были экономически активными, 154 — неактивными (показатель активности 77,3 %, в 1999 году — 69,8 %). Из 525 активных трудоспособных жителей работали 486 человек (279 мужчин и 207 женщин), 39 числились безработными (13 мужчин и 26 женщин). Среди 154 трудоспособных неактивных граждан 46 были учениками либо студентами, 43 — пенсионерами, а ещё 65 — были неактивны в силу других причин.
На протяжении 2011 года в коммуне числилось 418 облагаемых налогом домохозяйств, в которых проживало 1006,5 человек. При этом медиана доходов составила 23519 евро на одного налогоплательщика.

## Достопримечательности (фотогалерея)

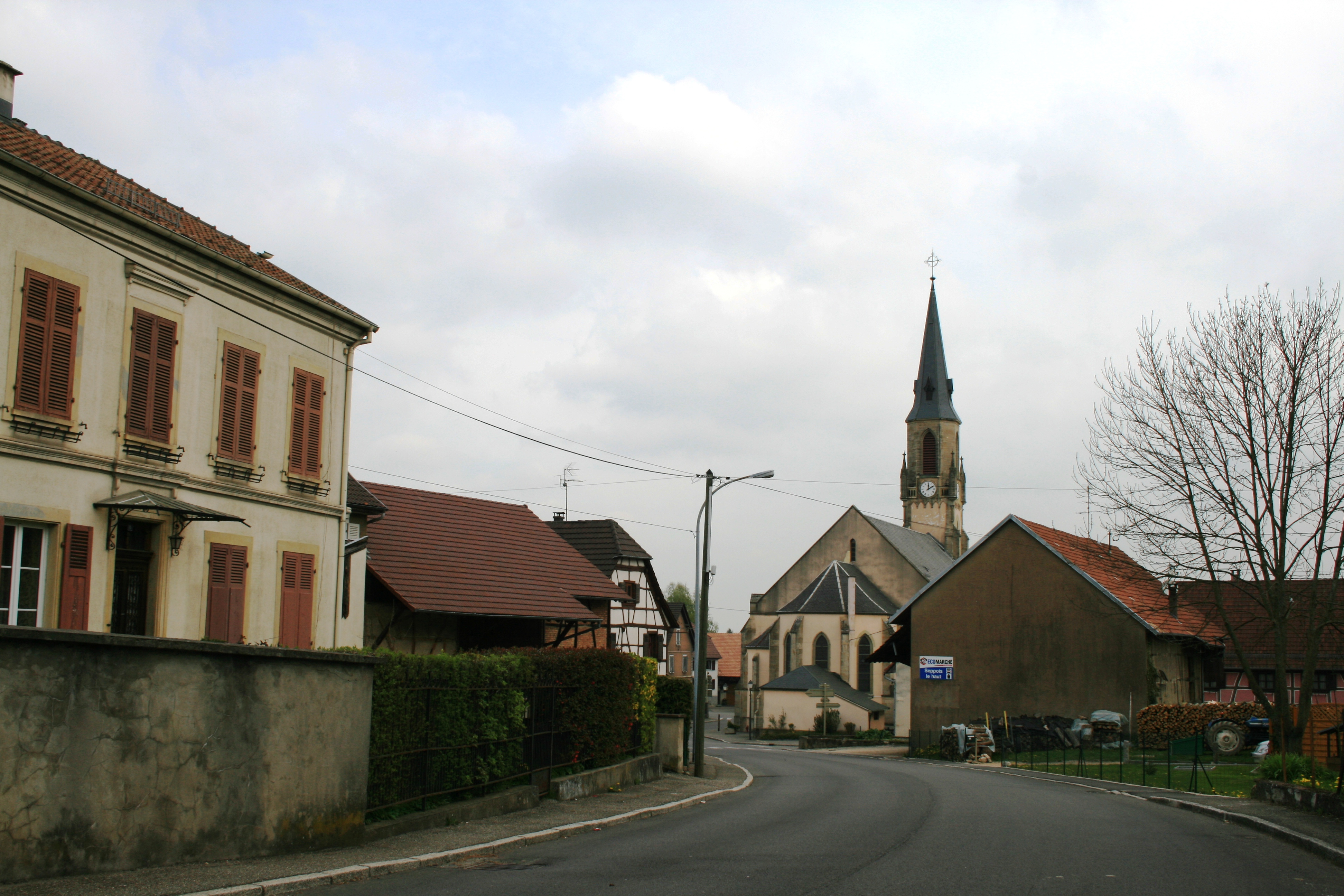
Церковь
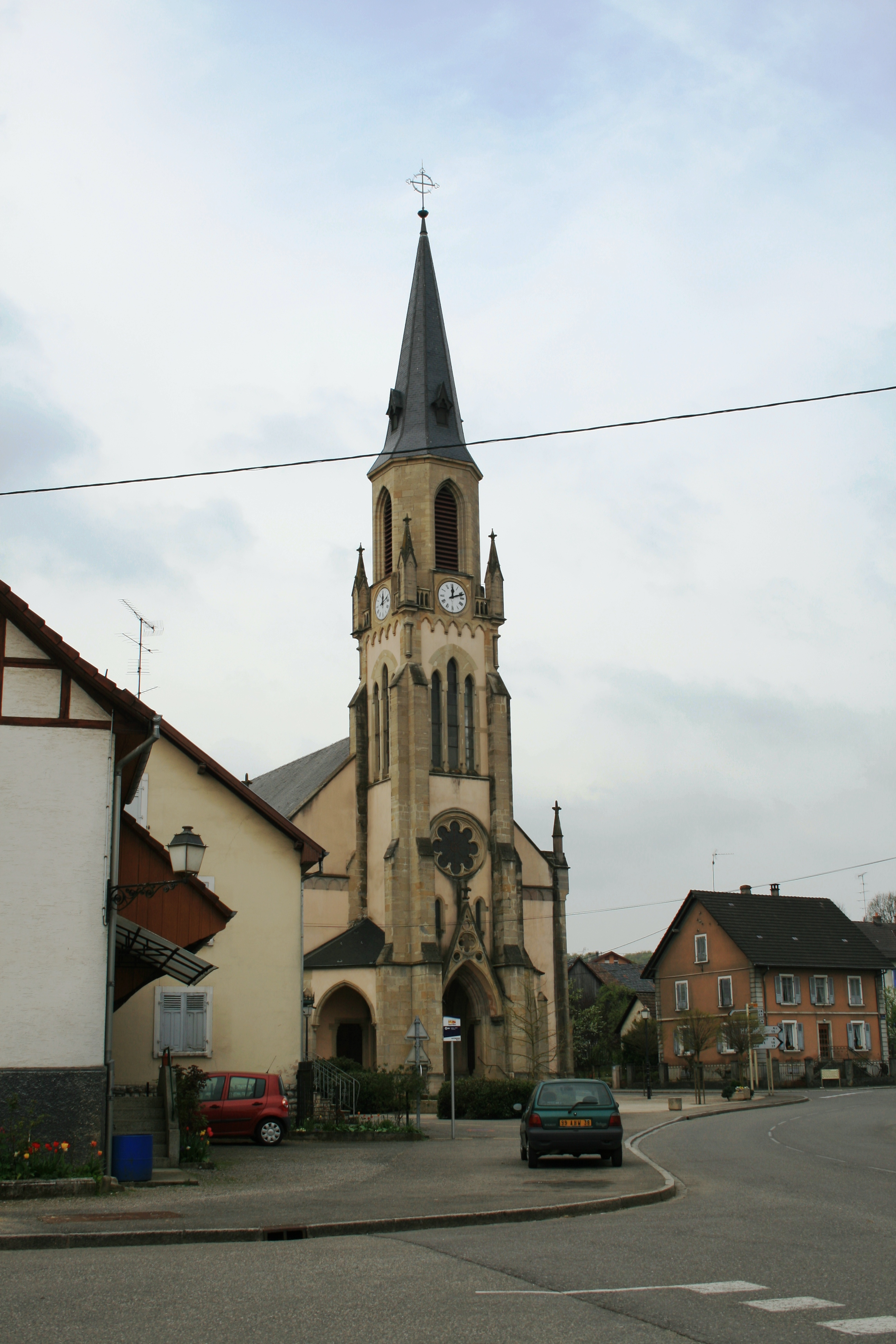
Колокольня
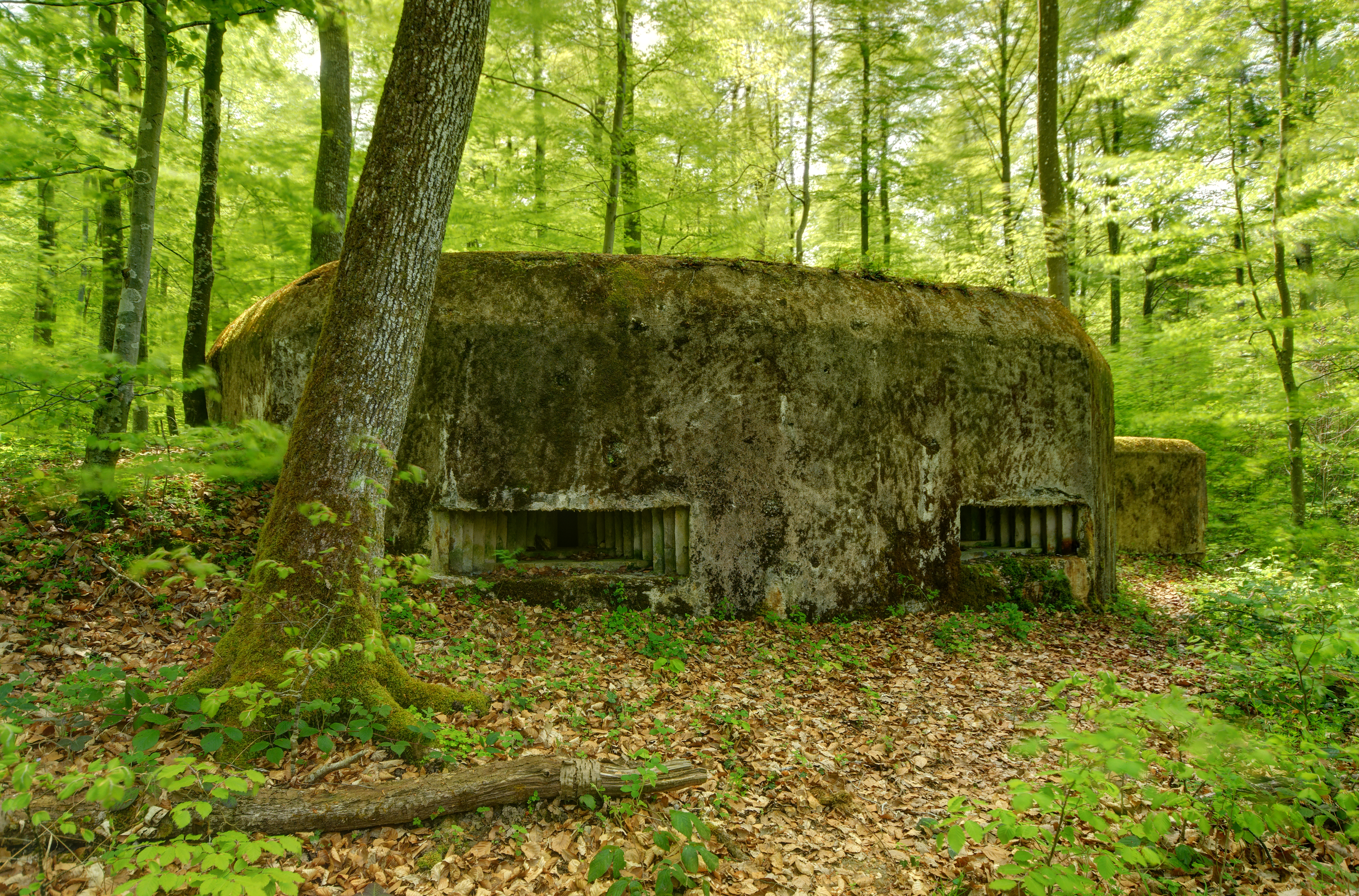
Вилла «Агат»
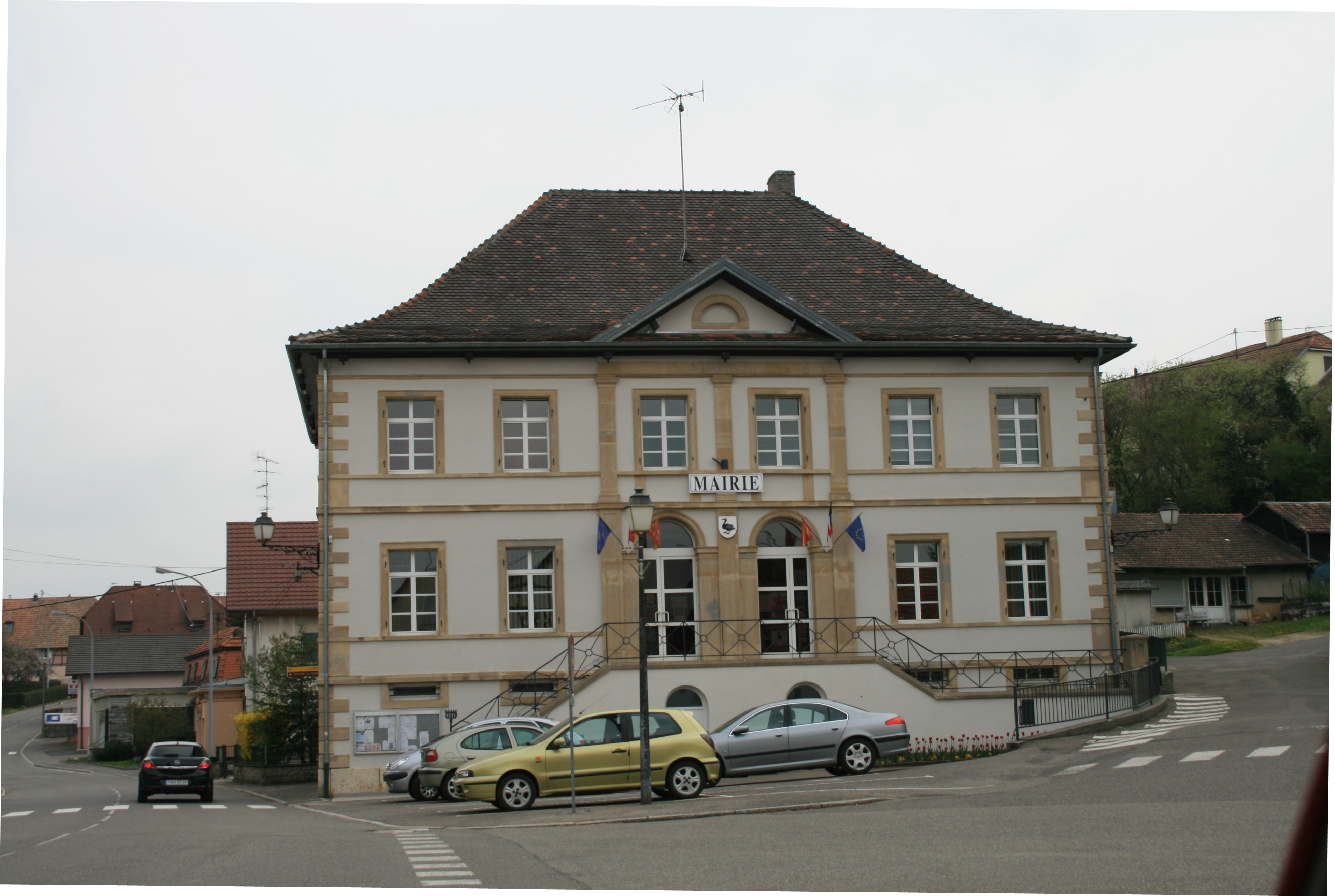
Здание мэрии